# 14 Sagittarii
14 Sagittarii, som är stjärnans Flamsteed-beteckning, är en ensam stjärna, belägen i den västra delen av stjärnbilden Skytten. Den har en skenbar magnitud på 5,49 och är svagt synlig för blotta ögat där ljusföroreningar ej förekommer. Baserat på parallaxmätning inom Hipparcosuppdraget på ca 7,2 mas, beräknas den befinna sig på ett avstånd på ca 450 ljusår (ca 139 parsek) från solen. Den rör sig närmare solen med en heliocentrisk radialhastighet på ca -59 km/s och bör uppnå perihelion om cirka två miljoner år och då komma så nära som 136,1 ljusår (41,74 parsek).

## Egenskaper
14 Sagittarii är en orange till röd jättestjärna av spektralklass K2 III. Den har en radie som är ca 22 solradier och utsänder från dess fotosfär ca 317 gånger mera energi än solen vid en effektiv temperatur av ca 3 900 K.
14 Sagittarii är en misstänkt variabel stjärna, eventuellt en mikrovariabel, med en amplitud på mindre än 0,03 magnituder.